# Radek Tichý
Radek Tichý (* 4. září 1980 Praha) je český římskokatolický kněz, teolog, spisovatel a pedagog. Slouží jako rektor v arcibiskupském semináři v Praze. Od roku 2024 je také kanovník Metropolitní kapituly u sv. Víta.
Vystudoval sociologii a teologii na Univerzitě Karlově, postgraduálně studoval na Papežském liturgickém institutu sv. Anselma v Římě, kde také vykonával službu pomocného papežského ceremoniáře. Vyučuje liturgiku na Katolické teologické fakultě Univerzity Karlovy. Vede webový portál Liturgie.cz.

## Život
Pochází z nevěřící rodiny, ke katolicismu konvertoval jako patnáctiletý.
Vystudoval sociologii a teologii na Karlově univerzitě. Ve své sociologické disertační práci psal o obnově farností v Čechách po roce 2000.
Formaci ke kněžství nastoupil v roce 2007. Od roku 2010 postgraduálně studoval na Papežském liturgickém institutu v Římě a paralelně vykonával funkci pomocného papežského ceremoniáře papežům Benediktu XVI. a Františkovi. 26. června 2011 byl Václavem Malým vysvěcen na jáhna a 23. června 2012 byl Dominikem Dukou vysvěcen na kněze. Svoji primiční mši sloužil 24. 6. 2012 v Komunitním centru Matky Terezy v Praze na Chodově.

## Dílo

### Náboženství z jiného úhlu (2012)
Tichý knihu napsal dohromady s Martinem Vávrou.
Tichý a Vávra v knize vysvětlují, že náboženství lze vnímat nikoli jako oddělený fenomén, ale jako skutečnost, která se vztahuje k dalším částem společnosti a kultury. V knize tak můžeme najít kapitoly o způsobech měření religiozity, o úspěšnosti předávání náboženství v současné rodině, o toleranci mezi věřícími, o religiozitě facebooku, o souvislosti náboženství a pohřebních rituálů nebo o tom, jestli je možné považovat věřící za šťastnější.

### Liturgie evangeliáře (2013)
Tichý v knize vykládá jednotlivé kroky, které doprovázejí hlásání evangelia v římské mši. Od zpěvu aleluja, žehnání kadidla a žehnání jáhnovi, až po žehnání evangeliářem a uložení knihy evangelií. U každého kroku vysvětluje jeho původ, historický vývoj i pokoncilní obnovení. Věnuje se především významu, který předkládají současné liturgické knihy. Liturgie evangeliáře dokazuje, že čtení evangelia ve mši značí slavení konkrétního momentu ve spáse, neboli Krista, který je přítomen ve svém slově uprostřed svého lidu.

### Oremus – Komentáře ke vstupním modlitbám mešní liturgie (2017)
Tato publikace dokazuje, že i když je vstupní modlitbě mešní liturgie věnovaná malá pozornost, je tomu tak neprávem. Autor v knize ukazuje, že vstupní modlitba je zdrojem tradice a historie církve, v níž se obvykle skrývá hluboká teologická a duchovní moudrost. Dále popisuje, že vstupní modlitby jsou jak po stránce jazykové, tak obsahové živým organismem, který se už po staletí touží dotknout svého Tvůrce a Spasitele, vždy však skrze jazyk a myšlení určité doby a kultury.

### Exsultet – Historie a liturgie velikonočního chvalozpěvu (2018)
Exsultet, neboli Ať zajásá, je prvním slovem chvalozpěvu na Velikonoční svíci. Je především znám díky své části o pilné včele. Exsultet je přitom píseň nejen esteticky krásná, ale také nesmírně bohatá na teologii a na podněty pro duchovní život. Tichý v této publikaci vysvětluje, že se nejedná pouze o liturgickou poezii, ale o modlitbu chvály, díků a oběti, to znamená o eucharistickou modlitbu v širším významu slova, která proměňuje paškál ve svátost Kristova zmrtvýchvstání.

### Mše svatá pro začátečníky i mírně pokročilé (2018)
Cílem této publikace je vysvětlit jednotlivé kroky běžné nedělní mše, hledat, jak se mše svaté účastnit lépe, jak se při ní hlouběji setkat s Ježíšem a jak načerpat sílu pro svůj život mimo kostel.
Ke každé kapitole je připojena krátká citace z Bible a delší citace z církevních otců. Smyslem těchto citací je naznačit, že i když se mše svatá v průběhu věků vyvíjí a pozměňuje, stále zůstala ve své podstatě ta samá jakožto jednání, které je věrné Ježíšovu slovu: „To konejte na mou památku.“

### Tvůj křest a biřmování, s promluvami papeže Františka (2019)
V knížce je devět promluv papeže Františka na téma křtu a biřmování. Autor k nim připojuje své úvahy, inspirativní slovo církevních otců, otázky k zamyšlení a osobní modlitbu.
Kniha je určena všem, kteří byli křtěni jako malé děti, těm, kteří byli pokřtěni v dospělosti a chtějí se tedy ohlédnout za důležitou událostí svého života, i čerstvě biřmovaným, aby se milost, kterou přijali, nevytratila ve víru každodenního života.

### Křest, biřmování, eucharistie – Rozpravy o liturgii I. (2020)
Tuto publikaci napsal spolu s Petrem Soukalem.
Publikace je psána na základě přednášek z Letní školy liturgiky v Želivě v roce 2019, která byla věnována iniciačním svátostem. Skládá se ze dvou částí. První z nich představuje předběžná témata: všeobecné uvedení do teologie svátostí a souhrnné dějiny křesťanské iniciace. Druhá část je systematickým výkladem jednotlivých etap křesťanské iniciace od prekatechumenátu až po mystagogii.